# Lubembe orientale
Pour les articles homonymes, voir Lubembe.
La Lubembe orientale est une rivière du Haut-Katanga en république démocratique du Congo, et un affluent de la rivière Lwapula.